# Hologymnosus annulatus
Hologymnosus annulatus is een  straalvinnige vissensoort uit de familie van lipvissen (Labridae).
De wetenschappelijke naam van de soort is voor het eerst geldig gepubliceerd in 1801 door Bernard Germain de Lacépède.
De soort staat op de Rode Lijst van de IUCN als niet bedreigd, beoordelingsjaar 2009.